# مرغ باران عینکی
مرغ باران عینکی(نام علمی: Procellaria conspicillata) نام یک گونه از تیره کبوتردریاییان است.